# Amélie Cordeau
Amélie Cordeau, née le 1er octobre 2005, est une archère française.

## Biographie
Amélie Cordeau pratique le tir à l'arc depuis l'âge de 4 ans ; en 2021, elle est championne cadette par équipe et remportera neuf médailles sur le circuit jeune de la coupe du monde entre 2021 et 2023. En 2022, elle devient championne d'Europe U18 en individuel à Lilleshall en battant en final sa compatriote Mila Fremery Delestan. En juillet 2022, elle devient championne de France Élite à seulement 16 ans. En 2023, l'équipe féminine obtient la médaille d'argent lors des championnats du monde jeunes.
En 2024, Amélie Cordeau fait sa première apparition à la Coupe du Monde Hyundai de tir à l’arc. Elle participe en mai 2024 aux championnats d'Europe à Essen en Allemagne : en individuel, elle s'incline en seizième de finale mais remporte le titre par équipe avec Lisa Barbelin et Caroline Lopez. En juin, elle fait une médaille d'argent par équipe en coupe du monde à Antalya en Turquie, avec Caroline Lopez et Lisa Barbelin. Lors des Jeux olympiques de 2024, elle se qualifie 17ème après le tour de classement et arrive en 16e de finale avant de se faire éliminer par Megan Havers.

## Palmarès
- Championnats d'Europe
  -  Médaille d'or : épreuve par équipe femme aux championnats d'Europe 2024 de Essen.